# Otsego (Minnesota)
Otsego és una població dels Estats Units a l'estat de Minnesota. Segons el cens del 2000 tenia 6.389 habitants.

## Demografia
Segons el cens del 2000, Otsego tenia 6.389 habitants, 2.062 habitatges, i 1.674 famílies. La densitat de població era de 84 habitants per km².
Dels 2.062 habitatges en un 46,9% hi vivien nens de menys de 18 anys, en un 71% hi vivien parelles casades, en un 5,4% dones solteres, i en un 18,8% no eren unitats familiars. En el 12,7% dels habitatges hi vivien persones soles el 2,6% de les quals corresponia a persones de 65 anys o més que vivien soles. El nombre mitjà de persones vivint en cada habitatge era de 3,1 i el nombre mitjà de persones que vivien en cada família era de 3,41.
Per edats la població es repartia de la següent manera: un 32,5% tenia menys de 18 anys, un 7,7% entre 18 i 24, un 34,2% entre 25 i 44, un 21,4% de 45 a 60 i un 4,2% 65 anys o més.
L'edat mediana era de 32 anys. Per cada 100 dones de 18 o més anys hi havia 109,1 homes.
La renda mediana per habitatge era de 57.422 $ i la renda mediana per família de 59.319 $. Els homes tenien una renda mediana de 39.568 $ mentre que les dones 28.273 $. La renda per capita de la població era de 20.209 $. Entorn del 3,1% de les famílies i el 3,2% de la població estaven per davall del llindar de pobresa.

## Poblacions més properes
El següent diagrama mostra les poblacions més properes.